# Alfie Allen
Alfie Evan Allen, známý zkráceně jako Alfie Allen (* 12. září 1986 Hammersmith, Anglie), je britský filmový a seriálový herec. Proslul především rolí Theona Greyjoye v seriálu televize HBO Hra o trůny nebo jako Iosef Tarasov v americkém filmu John Wick.

## Osobní život
Alfie Allen se narodil v Hammersmith jako syn filmové producentky Alison Owenové a velšského herce Keitha Allena. Jeho starší sestra je zpěvačka Lily Allen; dokonce o svém bratrovi nazpívala píseň, kterou nazvala „Alfie“. Dalším jeho známým příbuzným je zpěvák Sam Smith.
Byl zasnoubený s dcerou herce Raye Winstona Jaime, roku 2010 se ale vztah rozpadl. Od roku 2017 pak chodil s modelkou a diskžokejkou Allie Teilz a v říjnu 2018 pár oznámil narození dcery.

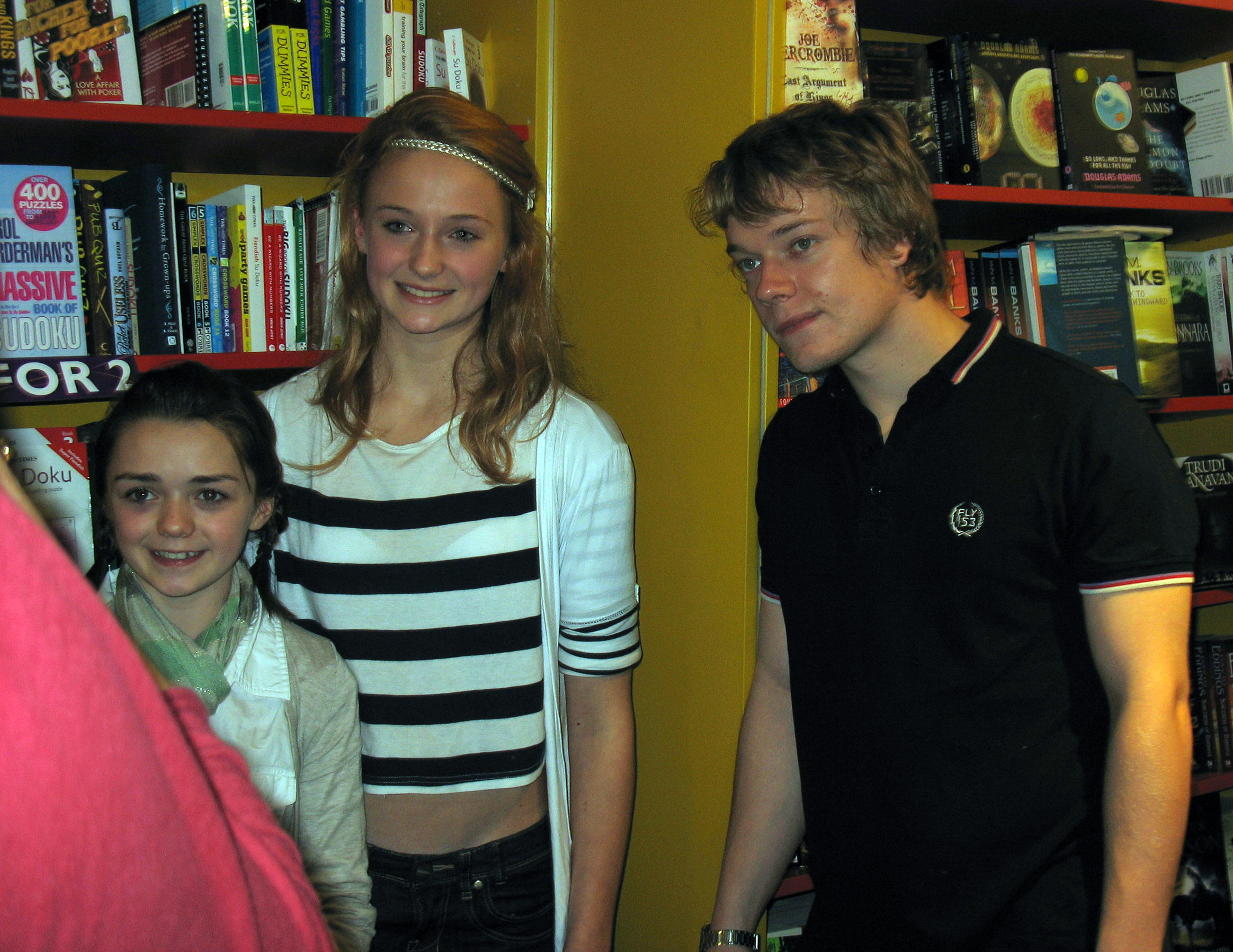
Maisie Williamsová, Sophie Turner a Alfie Allen

## Kariéra
Na televizních obrazovkách se poprvé objevil v roce 1998 ve filmu You Are Here. Téhož roku si zahrál i ve filmu Královna Alžběta, na kterém pracovala jako producentka i jeho matka. Objevil se tam společně se svojí sestrou Lily, dnes známou především jako zpěvačkou. V malých rolích se objevil i ve filmech Agent Cody Banks 2 nebo Králova přízeň.
V dubnu 2009 se objevil ve videoklipu písně „Dust Evil“ od britské hudební skupiny Madness.
Největší pozornost přitáhl v roce 2011, kdy získal roli v seriálu od HBO Hra o trůny. Ačkoliv se původně ucházel o roli Jona Sněha, nakonec byl obsazen jako Theon Greyjoy.

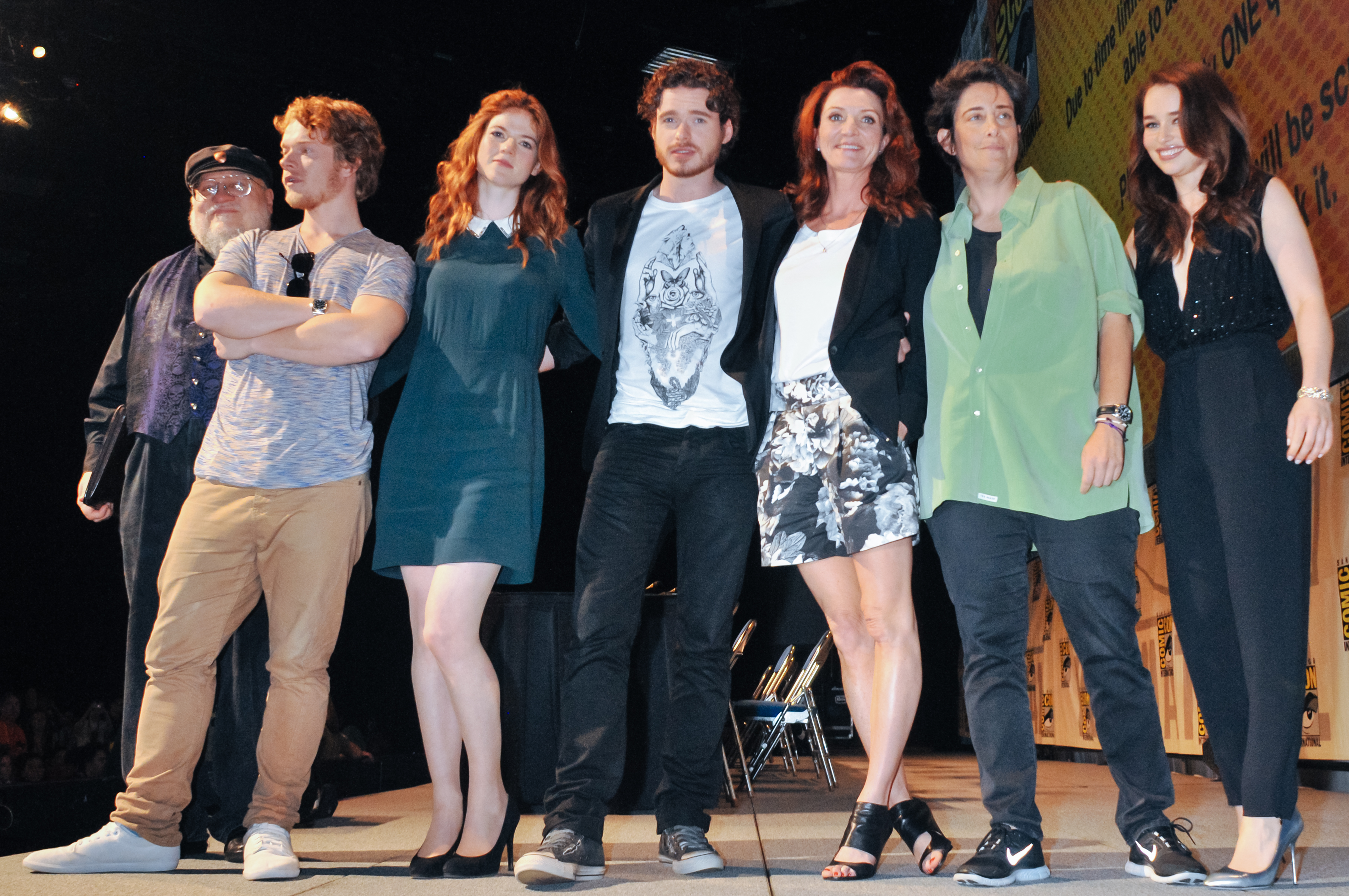
Alfie s dalšími herci z Hry o trůny

## Filmografie
| Rok       | Název               | Role                  | Poznámky                    |
| --------- | ------------------- | --------------------- | --------------------------- |
| 1998      | You Are Here        | syn                   | Televizní film              |
| 1998      | Královna Alžběta    | syn vévody z Arundelu |                             |
| 1999      | Spaced              | skateboardista        | televizní seriál; 1 epizoda |
| 2004      | Agent Cody Banks 2  | Johan Berchamp        |                             |
| 2005      | Stoned              | Harry                 |                             |
| 2006      | Rok '66             | mladý Tout            |                             |
| 2007      | Pokání              | Danny Hardman         |                             |
| 2007      | Joeův palác         | Jason                 | televizní film              |
| 2008      | Temné vzpomínky     | Kevin Hubble          |                             |
| 2008      | Králova přízeň      | králův poslíček       |                             |
| 2008      | Londýnská nemocnice | Nobby Clark           | televizní seriál; 3 epizody |
| 2009      | Freefall            | Ian                   | televizní film              |
| 2009      | Boogie Woogie       | fotograf              |                             |
| 2010      | SoulBoy             | Russ Mountjoy         |                             |
| 2010      | Kid                 | Dominic               |                             |
| 2011–2019 | Hra o trůny         | Theon Greyjoy         | televizní seriál; 46 epizod |
| 2013      | Tělo                | člověk                | krátkometrážní film         |
| 2012      | Confine             | Henry                 |                             |
| 2014      | Plastic             | Yatesey               |                             |
| 2014      | John Wick           | Iosef Tarasov         |                             |
| 2016      | Pandemie            | Wheeler               |                             |
| 2018      | Predátor: Evoluce   | Lynch                 |                             |
| 2019      | Králíček Jojo       | Finkel                |                             |
| 2021      | Noční zuby          | Victor                |                             |
| 2022      | Pluk mizerů         | Jock Lewes            | televizní seriál; 4 episody |